# Покољ у Виријамуу
Покољ у Виријамуу или Операција Мароска био је покољ над цивилним становништвом села Виријаму у Мозамбику који су починили португалски војници у децембру 1972. године.
У септембру 2022. године, португалски премијер Антонио Кошта закључио је да је то „неопростив чин који обешчашћује историју Португалије”.

## Позадина
Португалски колонијални рат је избио 1961. године као одговор на изазове португалској колонијалној власти од стране афричких покрета за независност након успеха Демократске Републике Конго у стицању независности од Белгије годину дана раније. Године 1970. герилци Фронта ослобођења Мозамбика (ФРЕЛИМО) почели су да дејствују дуж мозамбичког дела реке Замбези. Присуство ФРЕЛИМО-а и других антиколонијалних револуционарних герилских организација изазвала је интензивну и раширену панику међу колонистима. Као одговор, португалска војска покренула је 1971. низ операција "чишћења" дуж Замбезија, од Мукање преко Мукумбуре до Инхамбинге. Те су операције укључивале распрострањена зверства и чишћење подручја како би се блокирало напредовање герилаца, који су се ослањали на подршку локалног афричког становништва. До 1972, португалска влада је распоредила велике количине војних јединица и ПИДЕ/ДГС корпуса на тој територији, а њихово понашање и акције колонијалних полиција постајали су све бруталнији.

## Покољ
Дана 16. децембра 1972, португалска 6. сатнија мозамбичких командоса побила је становнике села Виријаму, у округу Тете. Војници су убили између 150 (према Црвеном крсту) и 300 (према много каснијој истрази португалских новина Експресо на темељу сведочанстава војника) сељана за које су сматрали да скривају борце ФРЕЛИМО-а. Село је тада имало 1350 становника.
Акција под називом "Операција Мароска" планирана је на потицај агената ПИДЕ/ДГС-а, а предводио ју је агент Чико Качави, који је касније убијен док се проводила истрага о догађајима. Војницима је овај агент рекао да је "наређење било да их се све побије", без обзира што су пронађени само цивили, укључујући жене и децу. Све жртве су биле цивили.

## Последице
Вести о покољу су до јавности стигле тек у јулу 1973, након што су о њему причали британски католички свештеник, отац Ејдријен Хејстингс и још два шпанска свештеника мисионара. Хејстингс је изнео причу новинама „The Times” која је објављена 10. јула, само неколико дана прије посете португалског вође Марсела Каитана Лондону. Случај је убрзо дошао и до Уједињених нација. Касније су изнесене противтврдње у извештају надбискупа Дар ес Салама Лауриан Ругамбва у коме се наводи да су убиства извршили борци ФРЕЛИМО-а, а не португалске снаге. Осим тога, други су тврдили да су наводни покољи које су починиле португалске војне снаге измишљени како би се нарушио углед португалске државе у иностранству. Португалска новинарка Фелисија Кабрита детаљно је реконструисала масакр у Виријамуу интервјуишући двојицу преживелих сељана те бивше припаднике Командоса португалске војске, јединице која је извршила покољ. Кабритин извештај објављен је у португалском недељнику Експресо и касније у књизи која садржи неколико новинарских чланака.
Истина о покољу на крају је након 210 дана од његова почињења ипак дошла међу светску јавност захваљујући свештеницима који су на лицу места прикупили прве информације и новинарима који су пажљиво реконструисали злочин, израдили списак жртава и накнадно интервјуисали преживеле.